# MacBook Air
MacBook Air es una línea de computadoras portátiles de alto rendimiento desarrollada y manufacturada por Apple. Fue presentada en la feria tecnológica MacWorld de 2008 y desde su lanzamiento estaban equipados con procesadores Intel, hasta que en 2020 fueron reemplazados por los Apple Silicon.
Orientadas a los usuarios que se encuentran entre el mercado de consumidores y el profesional, las MacBook Air destacan por ser computadoras potentes contenidas en un diseño elegante y minimalista, caracterizado por una estructura delgada y liviana que se aloja en una carcasa de aluminio mecanizado. También ofrecen una variedad de opciones de pantalla, que van desde 13 hasta 15 pulgadas.

## Basado en Intel

### Original (2008-2009)
Steve Jobs presentó el MacBook Air durante la conferencia magistral de Apple en la conferencia Macworld de 2008 el 15 de enero de 2008. El primer MacBook Air era un modelo de 13.3 pulgadas, inicialmente promocionado como el portátil más delgado del mundo con 1,9 centímetros (0,7 plg) (el poseedor del récord anterior, el Portege R200 de Toshiba de 2005, medía 1,98 centímetros (0,8 plg) de alto). Contaba con una CPU Merom de Intel personalizada y una GPU Intel GMA, que eran un 40% más pequeñas que el paquete de chips estándar. También contaba con una pantalla retroiluminada por LED antideslumbrante, un teclado de tamaño completo y un gran trackpad que respondía a gestos de multi-touch como pellizcar, deslizar y rotar.
El MacBook Air fue la primera notebook subcompacta ofrecida por Apple después de que se discontinuara la PowerBook G4 de 12" en 2006. También fue la primera computadora de Apple con una unidad de estado sólido opcional. Sin embargo, fue la última Mac en usar una unidad de almacenamiento PATA y la única con una CPU de Intel. Para ahorrar espacio, utiliza la unidad de 1.8 pulgadas utilizada en el iPod Classic en lugar de la típica unidad de 2.5 pulgadas. Fue la primera notebook de Apple desde la PowerBook 2400c que no tenía una unidad de medios extraíble integrada. Para leer discos ópticos, los usuarios podían comprar una unidad USB externa, como la SuperDrive de Apple, o utilizar el software Remote Disc incluido para acceder a la unidad de otra computadora de forma inalámbrica que tenga el programa instalado. El MacBook Air también prescindió de un puerto FireWire, un puerto Ethernet, una entrada de línea y una ranura de seguridad Kensington.
El 14 de octubre de 2008, se anunció un nuevo modelo con un procesador Penryn de baja tensión y gráficos Nvidia GeForce. La capacidad de almacenamiento se aumentó a 128 GB de SSD o 120 GB de HDD, y el puerto de video micro-DVI fue reemplazado por el Mini DisplayPort. La unidad de disco también cambió de una unidad PATA a una unidad SATA más rápida.
En una revisión a mediados de 2009, se mejoró ligeramente la capacidad de la batería y se instaló un CPU Penryn más rápido.

### Rediseño (2010-2017)

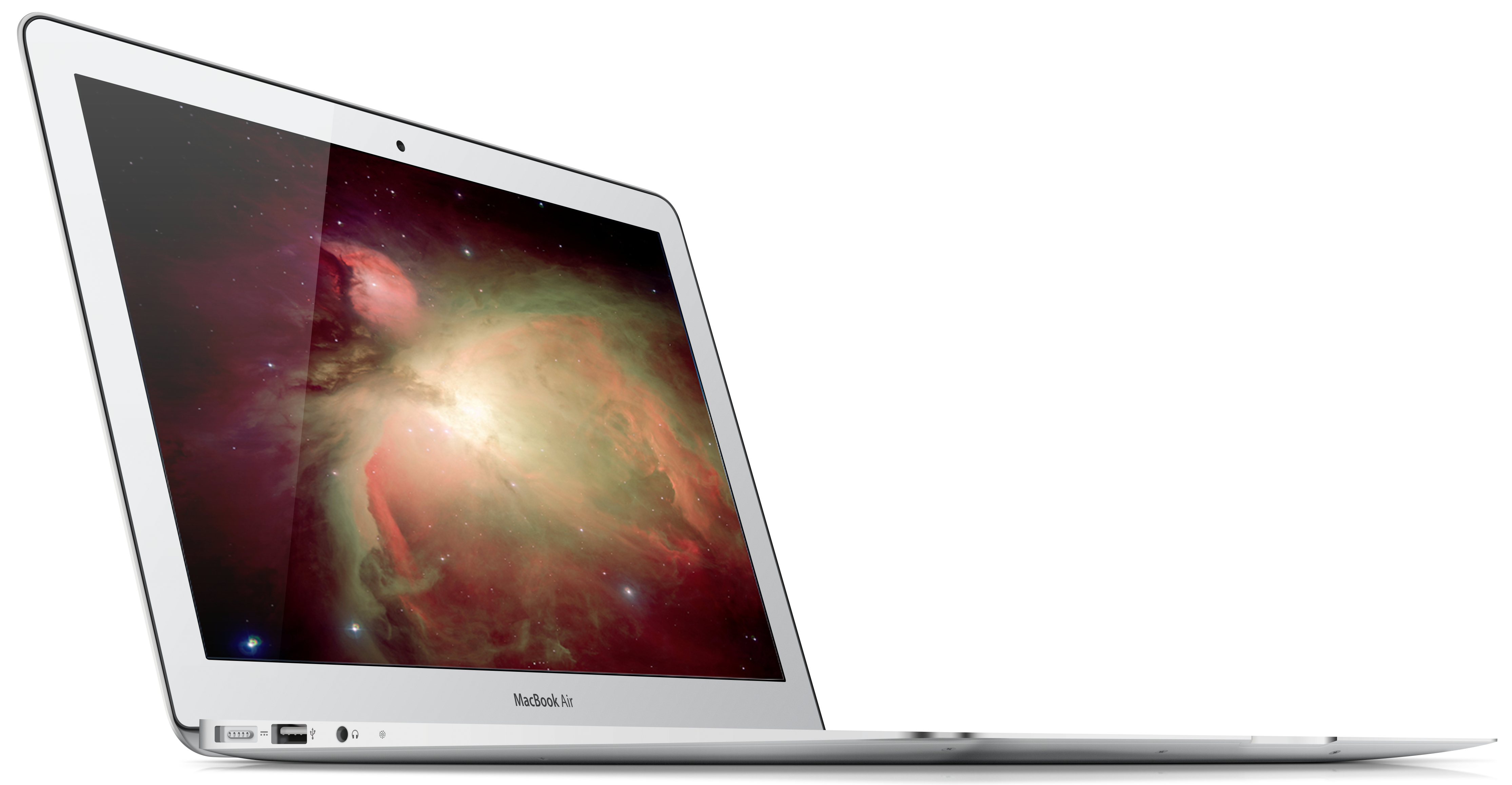
Lateral izquierdo de un MacBook Air de mediados de 2012. De izquierda a derecha, conector de alimentación MagSafe 2, puerto USB, toma de auriculares y micrófono incorporado.

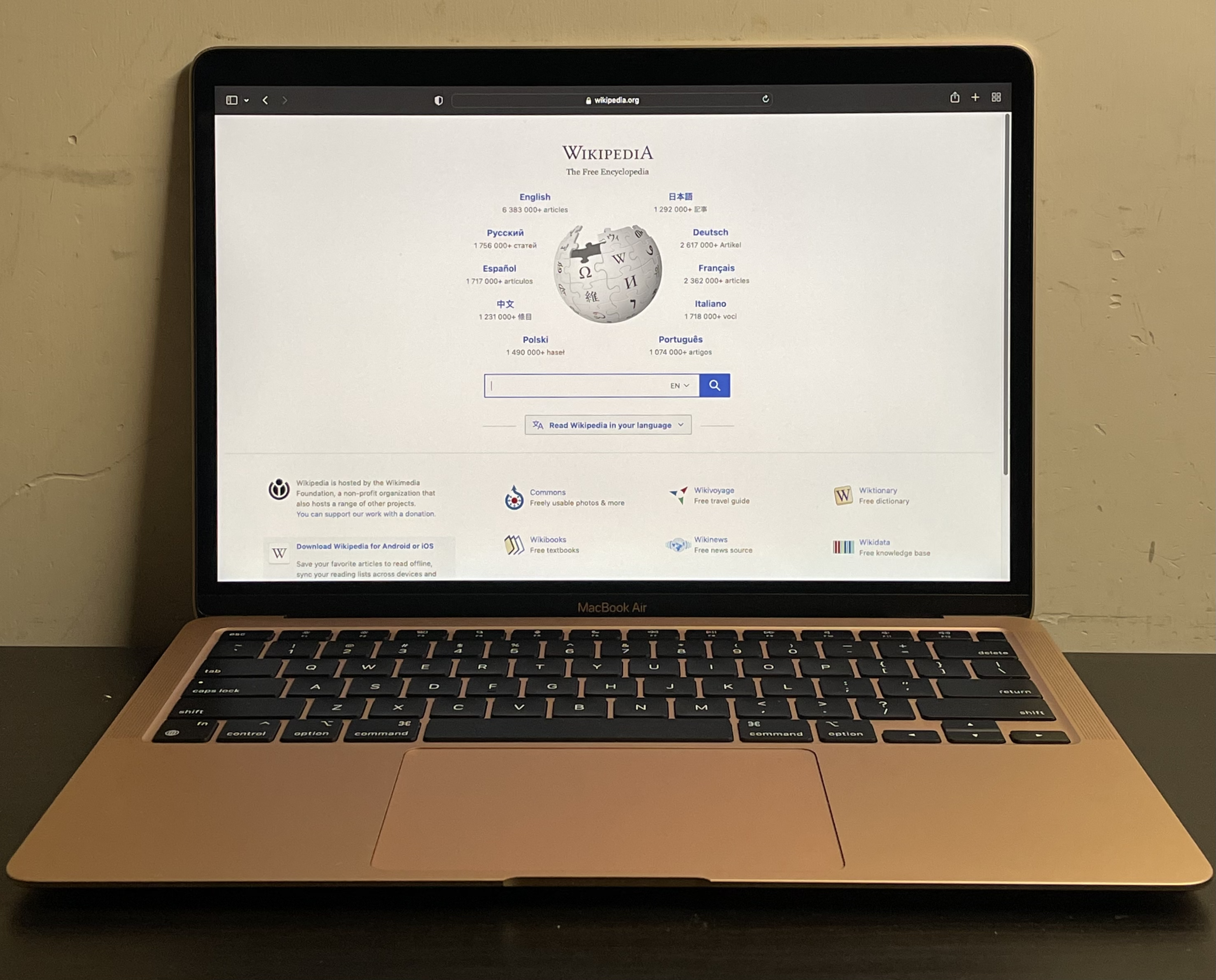
MacBook Air M1 del año 2020.

El 20 de octubre de 2010, Apple lanzó un modelo rediseñado de 13.3 pulgadas con una carcasa cónica, mayor resolución de pantalla, batería mejorada, un segundo puerto USB, altavoces estéreo, y almacenamiento estándar en estado sólido. También se introdujo un modelo de 11.6 pulgadas, que ofrecía un costo, peso, vida útil de la batería y rendimiento reducidos en comparación con el modelo de 13.3 pulgadas, pero un mejor rendimiento que los típicos netbooks de la época. Ambos modelos de 11 y 13 pulgadas tenían una salida de audio analógica/mini-jack de auriculares que admitía los auriculares de Apple con micrófono. El modelo de 13 pulgadas recibió una ranura para tarjetas SDXC compatible.
El 20 de julio de 2011, Apple lanzó modelos actualizados, que también se convirtieron en las notebooks de nivel de entrada de Apple debido a la reducción de precios y la discontinuación del MacBook blanco alrededor del mismo período. Los modelos de mediados de 2011 se actualizaron con procesadores Intel Core i5 e i7 de doble núcleo Sandy Bridge, gráficos Intel HD Graphics 3000, teclados retroiluminados, Thunderbolt y la actualización de Bluetooth a v4.0. Las opciones de almacenamiento máximo se aumentaron hasta 256 GB. Esta revisión también reemplazó la tecla Expose (F3) con una tecla de Misión Control, y la tecla Dashboard (F4) con una tecla de Launchpad.
El 11 de junio de 2012, Apple actualizó la línea con procesadores Intel Core i5 e i7 de doble núcleo Ivy Bridge, gráficos HD Graphics 4000, mayor velocidad de memoria y almacenamiento flash, USB 3.0, una cámara FaceTime mejorada de 720p y un puerto de carga MagSafe 2 más delgado. La memoria estándar se aumentó a 4 GB, con una configuración máxima de 8 GB.
El 10 de junio de 2013, Apple actualizó la línea con procesadores Haswell, gráficos Intel HD Graphics 5000 y Wi-Fi 802.11ac. El almacenamiento comenzó en 128 GB de SSD, con opciones de 256 GB y 512 GB. El Haswell mejoró considerablemente la duración de la batería en comparación con la generación anterior, y los modelos eran capaces de funcionar durante 9 horas en el modelo de 11 pulgadas y 12 horas en el modelo de 13 pulgadas; un equipo de revisores superó las expectativas de duración de la batería durante sus pruebas.
En marzo de 2015, los modelos fueron actualizados con procesadores Broadwell, gráficos Intel HD Graphics 6000, Thunderbolt 2 y almacenamiento y memoria más rápidos.
El modelo de 11 pulgadas fue descontinuado en octubre de 2016. En 2017, el modelo de 13 pulgadas recibió un aumento en la velocidad del procesador de 1.6 GHz a 1.8 GHz. El modelo de 2017 siguió disponible para la venta después de que Apple lanzara la siguiente generación en 2018. Fue descontinuado en julio de 2019. Antes de su descontinuación, fue la última notebook de Apple con puertos USB Type-A, una pantalla no Retina y el logotipo trasero de Apple iluminado.

### Retina (2018-2020)
El 30 de octubre de 2018, Apple lanzó un nuevo MacBook Air con procesadores Amber Lake, una pantalla Retina de 13.3 pulgadas con una resolución de 2560×1600 píxeles, Touch ID y dos puertos combinados USB-C 3.1 gen 2/Thunderbolt 3, más un conector de audio. La pantalla muestra un 48% más de colores y los bordes son un 50% más estrechos que en la generación anterior, ocupando un 17% menos de volumen. El grosor se redujo a 15.6 mm y el peso a 1.25 kg. Estaba disponible en tres acabados: plata, gris espacial y oro. A diferencia de la generación anterior, este modelo no se podía configurar con un procesador Intel Core i7, posiblemente porque Intel nunca lanzó la CPU i7-8510Y que habría sido utilizada.
El modelo base de 2018 venía con 8 GB de RAM LPDDR3 de 2133 MHz, 128 GB de SSD, procesador Intel Core i5 (frecuencia base de 1.6 GHz, con Turbo hasta 3.6 GHz) con gráficos Intel UHD Graphics 617.
Apple lanzó modelos actualizados en julio de 2019 con tecnología de pantalla True Tone y un teclado de mariposa actualizado que utiliza los mismos componentes que el MacBook Pro de 2019. Una prueba encontró que la SSD de 256 GB en el modelo de 2019 tiene una velocidad de lectura un 35% más lenta que la SSD de 256 GB en el modelo de 2018, aunque la velocidad de escritura es ligeramente más rápida.
En marzo de 2020 se lanzaron modelos actualizados con procesadores Intel Core i3, i5 e i7 de Ice Lake, gráficos actualizados, soporte para salida de 6K para ejecutar el Pro Display XDR y otros monitores de 6K, y se reemplazó el teclado de mariposa por un diseño de Magic Keyboard similar al que se encontraba inicialmente en el MacBook Pro de 16 pulgadas de 2019.

## Consideraciones ambientales

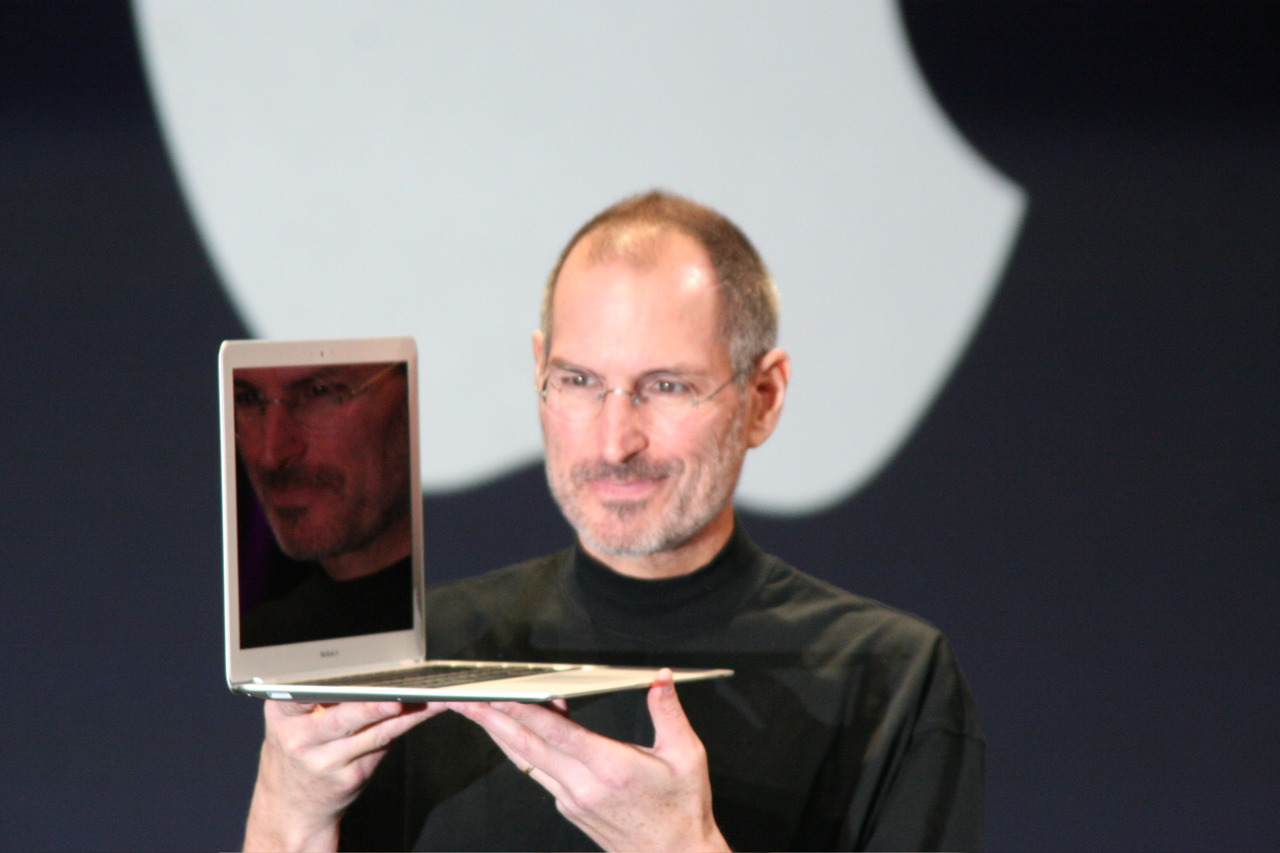
Steve Jobs presentando el MacBook Air.

De acuerdo con Apple, MacBook Air es el portátil más respetuoso con el medio ambiente que ha fabricado. Toda su cubierta es de aluminio, y su monitor no contiene ni arsénico ni mercurio. Los circuitos internos no contienen BFR ni PVC. Adicionalmente, el empaquetamiento tiene un 56% menos de volumen que el del MacBook normal. El MacBook Air es también el primer portátil de Apple completamente reciclable.
Y también MacBook Air está diseñada con las siguientes funcionalidades para reducir el impacto medioambiental:
- Estructura de aluminio altamente reciclable
- Pantalla retroiluminada por LED libre de mercurio
- Cristal sin arsénico
- Libre de BFR
- Libre de PVC
- Cumple con los requisitos de ENERGY STAR 5.2
- Certificación Gold de la EPEAT